# Serie 701 a 719 de CP
La Serie 701 a 719, anteriormente clasificada como Serie 101 a 119 y Serie 1701 a 1719, fue un tipo de locomotora de tracción a vapor, utilizada por la Compañía de los Caminhos de Ferro Portugueses en las Líneas del Algarve y de la Beira Alta.

## Historia
Las locomotoras de esta serie fueron fabricadas por la Berliner Maschinenbau Actien-Gesellschaft Louis Schwartzkopff en 1912 y 1914, y en 1921, por la compañía británica North British Locomotive Company Limited. de Glasgow, Escocia, Reino Unido en los talleres de Queen's Park

## Características

### Descripción técnica
Esta serie también fue designada por la numeración 1701 a 1719, cuando estaba al servicio de la división de Sur y Sureste de la Compañía de los Caminhos de Ferro Portugueses, y de 101 a 119.

### Servicios
Estas locomotoras circularon en el Ramal de Lagos, y en la Línea de Beira Alta.

## Ficha técnica

### Características generales
- Tipo de tracción: Vapor[1]
- Número de unidades construidas: 19 (701 - 719)[2]
- Fabricante: Berliner Maschinenbau Actien-Gesellschaft Louis Schwartzkopff, North British Locomotive Company Limited[1]
- Tipo de ancho: Ibérico[1]